# Ingo Reuter
Ingo Reuter (* 1968 in Duisburg) ist ein deutscher evangelischer Theologe mit den Arbeitsschwerpunkten Religionspädagogik und Kulturtheorie der Gegenwart.

## Leben
Nach dem Besuch des Gymnasiums in Duisburg studierte Reuter evangelische Theologie und Philosophie an den Universitäten Wuppertal, Münster und Bochum. Im Jahr 2000 promovierte er bei Wilfried Engemann in Münster, 2008 erfolgte die Habilitation an der Universität Paderborn. Dort lehrt er seitdem, zunächst als Privatdozent, seit 2014 als außerplanmäßiger Professor. Er ist zudem Schulpfarrer am Hugo-Junkers-Gymnasium in Mönchengladbach.

## Schriften (Monographien)
- Predigt verstehen. Grundlagen einer homiletischen Hermeneutik (Arbeiten zur Praktischen Theologie Bd. 17), Evangelische Verlagsanstalt, Leipzig 2000, ISBN 3-374-01816-5.
- Religionspädagogik und populäre Bilderwelten. Grundlagen – Analysen – Konkretionen (PopKult 4), IKS Garamond, Jena 2008, ISBN 3-938203-74-9.
- (Mitherausgeberschaft:) Sinnspiegel – Theologische Hermeneutik populärer Kultur (Hg., mit Joachim Kunstmann), Schöningh, Paderborn 2009, ISBN 3-506-76674-0.
- Der christliche Glaube – im Spiegel der Popkultur, 2., korrigierte Auflage, Evangelische Verlagsanstalt, Leipzig 2013, ISBN 3-374-03017-3.
- Für ein couragiertes Selbst. Michel Foucaults Impuls für eine religionspädagogische Kritik schulischer Bildungsökonomisierung, Evangelische Verlagsanstalt, Leipzig 2014, ISBN 3-374-03629-5.
- SURFACES/Oberflächen, Königshausen und Neumann, Würzburg 2019, ISBN 3-8260-6506-9.
- The Walking Dead – (Über)Leben in der schlechtesten aller möglichen Welten, Königshausen und Neumann, Würzburg 2018, ISBN 3-8260-6595-6.
- Weltuntergänge – Vom Sinn der Endzeit-Erzählungen, Reclam, Stuttgart 2020, ISBN 3-15-019678-7.
- Ansteckung – Das Fremde in viralen Zeiten, Königshausen und Neumann, Würzburg 2020, ISBN 3-8260-7240-5.
- Jenseits von Religion und Kirche – Versuch über das Christentum, Königshausen und Neumann, Würzburg 2021, ISBN 3-8260-7446-7.
- Verantwortungsflucht – Über die gesellschaftliche Unfähigkeit zu entscheiden, Königshausen und Neumann, Würzburg 2022, ISBN 3-8260-7605-2.